# Take Me to Your Heaven

Charlotte Nilsson

"Take Me to Your Heaven" foi a canção vencedora do Festival Eurovisão da Canção 1999 que se disputou em 29 de maio de 1999 em Jerusalém.
A canção foi interpretada na noite do evento, em inglês por Charlotte Nilsson, em representação da Suécia. Charlotte vencera a final sueca, o Melodifestivalen com a versão em sueco  "Tusen och en natt" ("As Mil e uma Noites"). Foi a décima-quinta canção a ser interpretada na noite do evento, a seguir à canção de Chipre "Tha 'Ne Erotas" e antes da canção de Portugal "Como tudo começou", interpretada por Rui Bandeira. Terminou em primeiro lugar. tendo recebido um total de 163 pontos. No ano seguinte, a Suécia seria representada por Roger Pontare que interpretou a canção "When Spirits Are Calling My Name". Os Olsen Brothers com a canção "Fly on the Wings of Love" foram os vencedores do Festival Eurovisão da Canção 2000.

## Autores
| AUTORES                     |
| --------------------------- |
| Letrista: Marcos Ubeda      |
| Compositor: Lars Diedricson |

## Letra
A canção é um upbeat sobre o amor, com a cantora pedindo ao seu amante para o paraíso por amá-la. MUitos críticos consideram esta canção muito semelhante às canções dos ABBA.

## Top de vendas
A canção  foi lançada internacionalmente como single em 21 de junho de 1999, produzido por Mikael Wendt. Em termos vendas, atingiou o n.º 2 na Suécia, #10 in Noruega, #20 no Reino Unido, #23 nos Países Baixos e  #5 na Flandres (Bélgica).

## Faixas do single
1. Take Me to Your Heaven - 3:00
2. Tusen och en natt - 3:00
3. Take Me to Your Heaven - 3:00
4. Tusen och en natt - 3:00
5. Take Me to Your Heaven (instrumental version) - 3:00